# Szaron (imię)
Szaron, Sharon (hebr. שָׁרוֹן) – hebrajskie imię stosowane dla obu płci, które oznacza dosłownie żyzną równinę.

## Znane osoby noszące imię
- Szaron Kohen – izraelska piosenkarka
- Sharon Stone – amerykańska aktorka, modelka i producentka
- Sharon den Adel – holenderska wokalistka
- Sharon Tate – amerykańska aktorka
- Sharon Doorson – holenderska wokalistka
- Sharon Corr – irlandzka skrzypaczka i chórzystka
- Sharon Kava – amerykańska pisarka
- Sharon Osbourne – brytyjska osobowość telewizyjna, piosenkarka
- Sharon Gless – amerykańska aktorka
- Sharon Leal – amerykańska aktorka.
- Sharon Fichman – kanadyjska tenisistka
- Sharon Shannon – irlandzka instrumentalistka
- Sharon Cherop – kenijska lekkoatletka